# Ptiolina pelliticornis
Ptiolina pelliticornis är en tvåvingeart som beskrevs av Becker 1900. Ptiolina pelliticornis ingår i släktet Ptiolina och familjen snäppflugor. Inga underarter finns listade i Catalogue of Life.